# Chrysidoidea
Chrysidoidea es una superfamilia de himenópteros apócritos. Es un grupo cosmopolita muy grande, con alrededor de 6000 especies descritas y aún muchas sin describir. Son avispas parásitas o parasitoides, también llamadas cleptoparásitas. Generalmente depositan sus huevos en los nidos de abejas u otros insectos y sus larvas se alimentan de la larva de abeja y del alimento almacenado. La mayoría son ectoparásitos pero los miembros de las familias Dryinidae y Embolemidae son la excepción, siendo endoparásitos. 
Hay tres familias grandes (Bethylidae, Chrysididae y Dryinidae) y cuatro muy pequeñas y poco comunes. Los ejemplares de la mayoría de las especies son pequeños, de 7 mm o menos, nunca exceden los 15 mm. Tradicionalmente se considera que esta superfamilia es el taxón basal de Aculeata, el grupo de Hymenoptera con aguijón usado para inyectar veneno.
La familia monotípica extinta, Plumalexiidae, fue descrita en 2011 con base en fósiles en ámbar del Turoniense de Nueva Jersey.

## Taxonomía
Comprende las siguientes familias:
- Bethylidae
- Chrysididae
- † Chrysobythidae[2]
- Dryinidae
- Embolemidae
- † Falsiformicidae
- † Plumalexiidae
- Plumariidae
- Sclerogibbidae
- Scolebythidae